# Harrisburg Symphony Orchestra
L'Harrisburg Symphony Orchestra (HSO) è un'orchestra americana con sede a Harrisburg, Pennsylvania, USA.

## Storia
L'Harrisburg Symphony Orchestra si può far risalire agli inizi degli anni '30, durante gli anni della Grande depressione. L'orchestra diede il suo primo concerto alla William Penn High School di Harrisburg il 19 marzo 1931. Il direttore in quella occasione fu il maestro George King Raudenbush, che sarebbe diventato il primo direttore musicale dell'orchestra. Alla fine del 1931 l'orchestra aveva trasferito i suoi concerti nel nuovo Auditorium del Forum, parte del Capitol Complex, dove si esibisce ancora oggi. La stagione 1931-1932 comprendeva quattro concerti. Il costo di un abbonamento: $ 2,00.
L'orchestra è composta da musicisti professionisti della Pennsylvania centrale, Filadelfia, Baltimora, Washington, New York e altre regioni. Essere in grado di scegliere tra una così ampia varietà di talenti consente all'HSO di esibirsi ad un livello artistico particolarmente elevato. L'appartenenza ad HSO è rappresentata dall'American Federation of Musicians (AFM) Local 269 e il gruppo è membro di ROPA, l'Associazione dei Musicisti delle Orchestre Regionali.

## Direttori musicali
- 1931-1950: George King Raudenbush
- 1950-1974: Edwin McArthur
- 1974-1978: David Epstein
- 1978-1994: Larry Newland
- 1995-1999: Richard Westerfield
- 2000–Attivo: Stuart Malina

## Youth Symphony Orchestra
L'Harrisburg Youth Symphony Orchestra fu fondata nel 1953 ed è una delle più antiche orchestre sinfoniche giovanili del paese. La Youth Symphony opera sotto l'egida della Harrisburg Symphony. L'attuale direttore della Youth Symphony è Gregory Woodbridge.